# 2013年至2014年NBA賽季
2013-14 NBA賽季是NBA聯盟第68個賽季。本賽季在2013年10月29日正式開始，直至2014年4月16日。聯盟將有30隊隊伍，每一個賽季進行82場的賽事。在季后赛中，圣安东尼奥马刺4:1战胜迈阿密热火获得总冠军。

## 大事紀
- 本赛季，山猫队老板-迈克尔·乔丹宣布，夏洛特山猫队在下赛季正式更名夏洛特黄蜂队。所以，这是夏洛特山猫队更名之前最后一个赛季。
- 本赛季截止到2013-14赛季揭幕战比赛日，NBA各队共计拥有来自39个国家和地区的92位国际球员，这创下NBA历史上同期国际球员总数的最高数字。同时，法国又一次成为拥有最多NBA国际球员的国家。
- nba黑八奇迹20周年纪念日。
- 2013年6月13日.刚刚退役仅9天的贾森·基德正式签约出任布鲁克林网队主教练，创造了NBA历史上角色转换最快的主教练历史。
- 2013年7月10日.凯尔特人与篮网完成了大交易。凯尔特队将加内特、皮尔斯、特里与怀特四人打包交易至篮网，篮网则将华莱士、布鲁克斯、博甘斯与亨弗里斯与未来三个首轮选秀权交易给凯尔特人。凯尔特人开始重建。
- 2013年7月25日.亚特兰大老鹰队宣布签下来自希腊豪门奥林匹亚科斯队的中锋-佩罗·安蒂奇，成为了nba历史上第一个进入NBA的马其顿球员。
- 2013年10月24日.NBA主席大卫-斯特恩宣布，总决赛的赛制改成2-2-1-1-1，同时，在第6场和第7场之间会增加一天的休息时间。
- 2013年12月9日.猛龙和国王完成了本赛季最大的交易。猛龙队首次开始大换血，将鲁迪·盖伊、阿隆·格雷和昆西·阿希送到国王队，得到了约翰·萨尔蒙斯、格雷维斯·瓦斯奎斯、帕特里克·帕特森和查克·海耶斯。
- 2013年12月18日.距前次受伤归队不到半个月，科比再度于对战灰熊时，因左膝胫骨平台骨折进入伤兵名单，至少需休养6周。2014年科比虽然今年16度入选全明星赛，但是因受伤由新奥尔良鹈鹕队的安东尼·戴维斯递补全明星赛。到了2014年3月13日，由于膝盖伤势没有完全恢复，本赛季将不会再重返赛场，赛季报销，成为了继姚明之后又一位未打满十位数就赛季报销的球员。
- 2014年1月9日.发生了鞋带门事件。纽约尼克斯队的J·R·史密斯因为在过去两场比赛中两次解开对手鞋带,被联盟罚款5万美元,成为历史上第一位因为解对手鞋带而被罚款的球员。
- 2014年2月24日.篮网签下同性恋球员-傑森·科林斯，成为了NBA历史上第一位公开同性恋身份的球员。也是北美四大职业体育联盟中首位公开同性恋身份的现役球员。
- 2014年4月5日.密尔沃基雄鹿队中锋拉里·桑德斯因为违反了联盟的违禁药物条例，被禁赛五场。由于因伤已经赛季报销，他的禁赛期将从下赛季身体恢复健康之后开始计算。
- 2014年4月13日.纽约尼克斯無緣季後賽的同時，也表示NBA的三大豪門隊伍波士頓凯尔特人、洛杉磯湖人和纽约尼克斯同年都無緣季後賽，也是NBA三支傳統強權首次同時無緣季後賽。
- 2014年4月19日.孟菲斯灰熊队的尼克.卡拉希斯因违反联盟禁药规定，被禁赛20场，原因是他的最近药检结果显示阳性。这也成功取代了卡梅隆·安东尼的15场禁赛，禁赛排名第9。在卡拉西斯一直使用的补充饮食中，联盟禁止药物他莫昔芬检测成阳性。在其检测结果当中，没有检测出睾丸酮或者其他能够提高运动表现的药物。此次禁赛将从本赛季季后赛第一场开始，如果灰熊队在季后赛被淘汰，就会延续到2014-15赛季开始阶段。
- 2014年4月28日，洛杉磯快艇隊的球隊老闆Donald Sterling爆出驚人種族歧視言論後，4月29日快艇隊球員與勇士隊比賽前將練習球衣反穿作為無言抗議。而热火队球员與山猫隊比賽前也是一样。
- 2014年4月30日，NBA总裁-亚当·席尔瓦在纽约曼哈顿举办的新闻发布会上宣布了对快船老板多纳德-斯特林种族歧视言论事件的处罚结果，联盟决定，对斯特林处以终身禁赛并罚款250万美元的处罚。他将终身禁止参与任何与快船队及NBA有关的活动。根据终身禁赛的规定，斯特林将不得出席任何NBA比赛或训练，不得出现在快船队办公室及球队的场馆设施，不得参与与球队或球员个人相关的任何事务。斯特林也将被禁止参加NBA董事会会议以及联盟的活动。250万美元是NBA宪法所规定的罚款上限。该罚款将被捐赠至由NBA与球员工会共同选出的反种族歧视的慈善组织。同时，联盟还将尽全力督促董事会行使职权强迫斯特林出售快船队。斯特林所表达出的观点是侮辱性和冒犯性的，并且已对联盟产生了恶劣影响，违反了联盟的相关规定。今天的处罚正是基于对此行为所造成损害的认定。
- 2014年5月4日.灰熊队被雷霆队3比4淘汰出局，尼克.卡拉希斯将不能参加下赛季的13场常规赛（包括2014年的篮球世界赛事，夏季联赛，cba中国联赛，季前赛和其他联赛）。
- 2014年5月16日,雷霆队的刚果大前锋-赛尔吉.伊巴卡在对阵快船队系列赛第六轮比赛中，第三节突然感觉到左小腿受了伤，经过核磁共振检查被确诊为左小腿重伤，将缺席本赛季剩余所有季后赛的比赛。这是雷霆队继2013年季后赛威斯布鲁克受伤报销以来，再一位球员因伤缺席所有比赛，给队史又一次晋级的道路蒙上了一道阴影。
- 2014年5月21日,在NBA乐透抽签大会上，骑士队抽到了状元签。这也是骑士队连续第二年，也是四年内第三次抽中状元签，也以现行规则下5次获得状元刷新了NBA纪录。

## 里程碑

### 個人
- 从2012年11月4日－到2014年3月6日。凯尔·科沃尔连续三分球命中场数高达127场，不仅打破了达纳·巴洛斯的连续三分球命中场数，还成为了历史上第一位三分球连续命中场数达到百位数的球员。
- 德克·诺维茨基赛季结束之后一共得到1735分，他的职业生涯总得分（26786分）超越了杰里·韦斯特（25192分），雷吉·米勒（25279分），阿历克斯·英格利什（25613分），凯文·加内特（25626分），约翰·哈夫利切克（26395分）,多米尼克·威尔金斯（26668分）和奥斯卡·罗伯特森（26710分），从历史第17位上升至历史第10位。成为单赛季总得分超越人数最多的球员，也成为了NBA总得分榜前10位中唯一一名白人球员。
- 本赛季的拉蒙·塞申斯成为第五位为两支球队打83场比赛的球员。
- 杜兰特本赛季一共得到2593分，突破個人紀錄第一次单季得到2500分以上。
- 费舍尔职业生涯季后赛出场次数达到了256次（只因女儿生病缺席2场），个人季后赛胜利场数达到了159场，超越了罗伯特·霍里，排在NBA历史排行榜第一。
- 2013年12月3日.37岁221天的邓肯在战胜老鹰队的比赛中得到了23分21篮板，比赛最后0.4秒，邓肯命中了一记绝杀，成为历史上年纪最大的双20获得者。
- 2014年1月10日.热火客场对阵篮网的比赛中，詹姆斯在第三节拿到了自己的第20分，职业生涯总得分达到了22000分。这场比赛之后，以29岁11天成为NBA历史上的“最年轻22000分先生”，
- 2014年1月25日.安东尼在战胜山猫队的比赛中，35投23中，得到了62分13篮板。62分是安东尼生涯单场的得分纪录，也是麦迪逊广场花园的最高得分纪录。
- 休斯顿火箭主场87-88惜败孟菲斯灰熊，3连胜戛然而止。帕森斯三分球14投10中得到34分，刷新职业生涯单场得分新高，也创下了最高半场3分球命中纪录。
- 2014年2月14日.雷霆队逆转战胜湖人队，杜兰特得到43分12个篮板7次助攻，他也成为自1985-86赛季以来首位打出这一数据的球员。
- 2014年2月17日.新奥尔良全明星赛上，杜兰特和格里芬均拿到了38分，追平了1967年里克·巴里在全明星赛中砍下的38分，单场得分榜上，仅逊于张伯伦1962年拿到的42分以及乔丹1988年拿到的40分。格里芬第一节11投9中拿下18分，9个进球打破了单节进球纪录，全场比赛格里芬命中19个进球，打破了此前个人单场全明星赛命中17球的纪录；卡梅罗·安东尼全场三分球13投8中，出手数和命中数均创造了全明星赛的新纪录；凯文·杜兰特全场出手27次，追平了个人单场全明星出手纪录，此前里克·巴里在1967年以及乔丹在2003年均曾出手过27次。
- 2014年3月份，诺阿一共送出120次助攻，创造了NBA中锋单月助攻的最高纪录。
- 2014年3月4日.勒布朗·詹姆斯在山猫队的比赛中砍下了61分，不仅打破了前辈格伦·莱斯所保持的热火队史单场得分纪录，还刷新了个人单场得分新高。
- 2014年3月22日.雷霆双加时击败猛龙，杜兰特得到51分12篮板7助攻，成为NBA历史上的第6位单场50+10+7的球员，以25岁173天成为达到这一数据最年轻的球员。
- 2014年3月23日.快船战胜活塞，上半场还没有结束时，保罗已经送出4次助攻，生涯总助攻数达到6000次。成为NBA历史上第7位在生涯第9个赛季还没有结束时，助攻数就达到6000次的球员。
- 火箭击败骑士，詹姆斯·哈登三节得到37分11助攻，成为安东尼·沃克之后第一位用三节就得到这一数据的球员，
- 2014年4月7日.纽约尼克斯以91-102负于热火，纽约尼克斯队后卫J·R·史密斯先后22次投三分，这刷新了NBA单场、单人投三分次数纪录，此外，史密斯一共命中10记三分，这是他第10次单场命中至少8个三分，超越雷-阿伦，成为历史第一人。
- 2014年4月7日.在雷霆以115比122不敌太阳的比赛中，凯文·杜兰特得到38分。连续41场得分25+，超越了乔丹的纪录(连续40场)。
- 2014年4月14日.开拓者以119-117险胜勇士，库里砍下47分5次助攻，他本场命中了7记三分，本赛季命中三分总数达到254个，这也是他连续第二个赛季命中三分球数突破250个，
- 2014年4月16日.布鲁克林篮网主场以98-109负于纽约尼克斯，15个赛季如一日的保罗·皮尔斯在本场比赛中得到了13分，他也成为目前NBA中唯一一个连续15个赛季单赛季得分均超过1000分的现役球员。
- 2014年4月20日.篮网与猛龙的季后赛首轮，瓦兰西尤纳斯出场35分钟，他13投7中得到17分18个篮板，成为猛龙队史上第二位季后赛首秀砍下两双的球员，
- 2014年4月21日.在战胜山猫的季后赛首轮中，热火队的詹姆斯得到27分，他的生涯得分来到3898分，超越3897分的拉里-伯德，来到历史第8位。
- 开拓者加时胜火箭的比赛中，阿尔德里奇砍下了46分，不仅创造了季后赛个人单场新高，也创造了球队历史上季后赛单场得分的新高。
- 2014年4月22日.公牛队的乔金·诺阿当选年度最佳防守球员，这是诺阿生涯第一次当选，也是公牛队自1987-88赛季乔丹拿到最佳防守球员后，第一位获此殊荣的公牛球员。
- 马刺队主帅-波波维奇第三次当选NBA年度最佳教练，与唐·尼尔森和帕特·莱利共同分享历史最多获得年度最佳教练奖的纪录。
- 格里芬在大胜勇士队的季后赛第二轮中，得到35分，季后赛得分生涯新高。
- 2014年4月23日.猛龙击败篮网，总比分1-1平。德罗赞得到30分，他是猛龙自2002年以来第一位在季后赛中拿下30分的球员。
- 瓦兰修纳斯本场得到15分14个篮板，成为自1985年拉尔夫·桑普森和萨姆·帕金斯以来，首位在季后赛前两场比赛得到30分/30篮板的球员(首场得到17分18篮板)。
- 2014年4月24日.开拓者战胜火箭，阿尔德里奇两场比赛砍下89分(46分+43分)，成为季后赛连续客场40+的第三人，
- 2014年4月26日.在公牛100比97战胜奇才的比赛中，迈克-邓利维三分球10投8中砍下35分，在季后赛中单场命中8记三分打破了此前皮蓬保持的公牛队史纪录。同时刷新了职业生涯季后赛最高得分。
- 开拓者不敌火箭，达米安·利拉德出场47分钟，他全场16投9中得到30分6个篮板和6次助攻，是1992年以后开拓者首次有球员在季后赛打出30+6+6的数据，
- 詹姆斯·哈登此役出手35次，超越了前辈奥拉朱旺成为火箭队历史上，季后赛单场出手次数最多的球员。
- 2014年4月27日.在獨行俠队1分险胜马刺队的比赛中，老将文斯·卡特在最后1.7秒3分压哨绝杀，是职业生涯中首次季后赛绝杀，他也是2009年的勒布朗以来首位在季后赛中投中压哨三分绝杀的球员。卡特也以37岁90天的年龄，成为1997年埃迪·约翰逊在38岁年龄帮助火箭绝杀爵士(西部决赛第4战)后，最老投中压哨绝杀的球员。
- 2014年5月5日，步行者以4比3淘汰老鹰，保罗·乔治（30分），兰斯·史蒂文森（14个篮板）和大卫·韦斯特（6个盖帽，同样刷新个人生涯纪录）分别创下个人季后赛得分，篮板和盖帽新高。
- 2014年5月6日，快船战胜雷霆，克里斯·保罗在自己29岁生日的夜晚得到32分和10次助攻。成为1991年迈克尔·乔丹之后，首位在季后赛裡拿到30分10助攻且命中率在75%以上的球员。此外，保罗14投12中也创下了其生涯最高投篮命中率(10次出手以上)。同时，三分球9投8中，其中前8次出手连续命中，追平了文斯·卡特所保持的NBA季后赛三分命中纪录。
- 2014年5月13日，热火险胜篮网，3-1拿到赛点。詹姆斯49分6篮板2助攻3抢断5犯规，49分追平了他季后赛单场最高得分，也刷新了热火队史季后赛单场得分纪录。
- 开拓者自1995年以来首次击败马刺，巴图姆（14分14篮板8次助攻）和罗宾·洛佩斯（9分12个篮板1次助攻）两人刷新了季后赛篮板新高。巴图姆也是第一次在季后赛拿下两双。
- 2014年5月15日，热火4-1战胜篮网，晋级东部决赛。韦德首节砍下12分，这是他最近179场季后赛和常规赛的首节得分纪录。

### 球队
- 圣安东尼奥马刺队的国际球员高达10位，是当下拥有最多国际球员的NBA球队。除了国际球员人数最多，其国际球员的国籍分布也最广：10位国际球员来自7个国家和地区。
- 密尔沃基雄鹿队只赢得了15场胜利，雄鹿不但是本赛季NBA30支球队中唯一一个没有取得20场胜利的球队，同时这也创造了球队队史最差战绩纪录，
- 丹佛掘金队已经伤病满营，有多达4位已经赛季报销的球员。加里纳利被诊断为十字韧带撕裂，没有为丹佛掘金队打任何一场比赛。内特·罗宾逊在一场对阵山猫的比赛中受伤，缺席本赛季剩余所有比赛。麦基在仅出战六场比赛之后，就因为左腿胫骨应力性骨折休战至今。J.J.希克森的右膝被确诊为前交叉韧带撕裂，赛季报销。最终掘金队以36胜46负排名西部第11名，无缘本赛季季后赛。这是继2002-03赛季以来，再次无缘季后赛。
- 有两支东部球队时隔6年，再次杀入季后赛，他们分别是多伦多猛龙和华盛顿奇才。
- 多伦多猛龙以48胜34负刷新了队史最佳成绩。时隔7年，再次获得大西洋赛区冠军。
- 这是山猫队史第2次进入季后赛，季后赛总战绩为0胜8负。
- 本赛季季后赛，有5个首轮系列赛都进行抢七大战。创下了2003年季后赛全部实行7场4胜制系列赛以来，最多的抢七大战次数。
- 从2013年10月30日－到2013年11月16日。步行者队取得了开局9连胜，是自从2002-03赛季獨行俠之后的首支开局9连胜的球队。
- 从2014年2月27日－到2014年4月3日。马刺队取得了19连胜，创造队史最长的连胜纪录。
- 从2014年2月4日－到2014年4月5日.篮网队取得了主场15连胜，创造了队史最长的主场连胜纪录。
- 2014年1月17日.火箭主场以92-104负于雷霆，而他们在上半场拿到73分的情况下，下半场只得到了19分，54分的上下半场得分差创造了NBA历史最大分差纪录。
- 2014年2月1日.篮网95:120惨败于雷霆。篮网全场只抢到17个篮板球，创造了单场篮板球最低的纪录。
- 2014年2月8日.灰熊战胜老鹰，但是灰熊队比赛全场仅仅只得到了一次罚球，创造了单场罚球最少的纪录。同时，康特尼·李成为了这场比赛中唯一一位得到一次罚球并且命中篮框的球员。
- 2014年2月13日.骑士击败活塞，这是自詹姆斯离队以后骑士队获得的第一个四连胜。
- 2014年2月14日.湖人最后输给雷霆，遭遇主场7连败，这是他们1960年搬到洛杉矶以来最长的主场连败纪录。
- 2014年2月17日.新奥尔良全明星赛上，318的总得分打破了1987年全明星两队合砍303分的总得分纪录，东部全明星队一共拿到了163分，创造了东部全明星队的最高得分纪录，西部全明星队一共拿到了155分，追平了此前在2003年创造的155分。
- 全场比赛，西部队投出了56个三分，东部队三分出手44次，两队共投出了100个三分，刷新了之前全场三分出手71次的纪录。
- 上半场西部明星队队砍下89分，打破了2012年西部半场砍下的88分半场得分纪录。半场两队合砍下165分，刷新了1988年和2012年半场砍下的157分。
- 东西两队合计命中135个进球，打破了2007年全明星赛双方合计命中128球的纪录。
- 东部明星队全场送出46次助攻，西部也有42次，两队合计送出88次助攻也打破了1984创造的全场85次助攻纪录。
- 全场比赛东部只获得了9个罚球，追平了2007年西部明星队创造9个最低单场全明星赛罚球纪录。两队共21次罚球，也创造了两队最低罚球纪录，85.7%的全场罚球命中率(21中18)也创造最高罚球命中率纪录。
- 西部一共命中了16记三分，打破了2012年东部明星队创造的14记三分纪录。
- 2014年3月4日.森林狼战胜掘金，森林狼全场拿到了64次罚球，创造了单场球队最多罚球。同时，52个罚球命中也刷新了队史的最佳纪录。
- 2014年3月23日.山猫大胜开拓者，半场69分是2010年1月16日对阵马刺半场74分以来最高的。
- 2014年3月26日.湖人队大胜纽约尼克斯队，单节得到了51分，创下了单节最多得分的纪录。
- 2014年3月28日.費城76人客場對休士頓火箭以98比120落敗，追平克里夫蘭騎士在2010年12月21日至2011年2月10日創下26連敗難堪紀錄。(76人上次贏球是以95：94險勝塞爾提克)
- 2014年3月30日.費城76人主場對近況不佳底特律活塞終場以123比98大勝，終止26連敗難堪紀錄，避免成為聯盟最長連敗紀錄保持者。
- 2014年4月22日.快船主场138-98大胜勇士，40分的分差是快船队史季后赛中的最大领先分差。138分的得分为队史季后赛最高得分。
- 2014年4月26日.猛龙客场不敌篮网后，季后赛客场战绩下滑到3胜16负。
- 2014年4月28日.猛龙客场战胜篮网，终结了球队在季后赛中的13连败。同时也是13年来首次在季后赛中客场赢球。还有，猛龙队第一节拿到35分，刷新了球队季后赛历史单节最高得分。
- 开拓者自1992年以来，首次在季后赛头四战中得分均突破100分。同时，开拓者全队共投进11个三分，追平了队史季后赛三分命中纪录。这场比赛开拓者和火箭共计有7人得分超过20分。
- 2014年4月29日.迈阿密热火以4比0横扫山猫，是唯一一组对战在第一轮横扫对手的球队。（上次是2009年第一輪騎士隊4–0橫掃活塞隊）
- 老鹰以107-07击败步行者，取得首轮3-2领先。全队命中15个三分球，27投15中，创造了球队季后赛三分纪录。
- 马刺战胜獨行俠，本赛季季后赛首轮客场球队获胜达到19场，追平了2004-05赛季的纪录。
- 2014年4月30日.奇才比75-69击败公牛晋级东部半决赛，这是他们自从2004-05赛季以来首次杀入东部次轮，也是1981-82赛季以来第二次。这次公牛队再次被淘汰的原因主要还是队长德里克·罗斯(左膝前十字韧带撕裂)再次受重伤报销，错过了季后赛，这已经不是第一次了。2年前，德里克·罗斯（左膝前十字韧带撕裂）就是在与76人系列赛第一轮的比赛中突然倒下。
- 2014年5月3日.篮网第一节在内线得到了22分，创造了队史季后赛单节内线得分纪录。
- 2014年5月5日，步行者以4比3淘汰老鹰，打破了曾经在系列赛中出现2-3落后，但无一次能够赢得胜利的传统，同时在比赛中送出13次封盖，创下队史季后赛盖帽最多的纪录，12分是步行者历史上第二多的抢七战胜分。
- 快船战胜勇士赢得抢七战，成功杀入第二轮。搬迁至洛杉矶以来，快船第三次杀入半决赛，前两次是在2006年和2012年。
- 巫師本季異軍突起殺進東區準決賽，終於在10日締造難得歷史紀錄，全場只得63分，以63–85二十二分之差慘敗印第安納溜馬，差點締造60年來最低分。
- 2014年5月15日，热火4-1战胜篮网，晋级东部决赛。这是自热火三巨头诞生以来连续第四年杀入东部决赛，也是詹姆斯个人过去8个赛季第六次杀入东决（其中前两次2007和2009年是在效力骑士队时）。
- 2014年5月21日，聖安東尼奧馬刺終場112比77痛宰奧克拉荷馬雷霆，這也是雷霆隊史輸最慘戰役。
- 2014年6月1日，聖安東尼奧馬刺最终以112-107战胜奧克拉荷馬雷霆，以4比2淘汰对手，报下了2012年季后赛在两场领先的情况下被逆转出局的仇。
- 2014年6月1日，聖安東尼奧馬刺和邁阿密熱火連續兩年在NBA總決賽再度碰頭，這是1997至1998年公牛與爵士之後，NBA首次出現連2年同1組合對決的情況。
- 2014年6月16日，聖安東尼奧馬刺最終以104-87贏了邁阿密熱火，這也是聖安東尼奧馬刺隊史第五座冠軍

## 常規賽
最後更新：2014年4月17日
|  | 分岸冠軍   |
|  | 分區冠軍   |
|  | 進入季後賽 |

### 東岸
| 球隊             | 勝 | 負 | 勝率 | 勝差 |
| ---------------- | -- | -- | ---- | ---- |
| 多倫多暴龍 (3)   | 48 | 34 | .585 | -    |
| 布魯克林籃網 (6) | 44 | 38 | .537 | 4    |
| 纽约尼克斯       | 37 | 45 | .451 | 11   |
| 波士頓塞爾提克   | 25 | 57 | .305 | 23   |
| 費城76人         | 19 | 63 | .232 | 29   |

| 球隊             | 勝 | 負 | 勝率 | 勝差 |
| ---------------- | -- | -- | ---- | ---- |
| 印第安那溜馬 (1) | 56 | 26 | .683 | -    |
| 芝加哥公牛 (4)   | 48 | 34 | .585 | 8    |
| 克利夫蘭騎士     | 33 | 49 | .402 | 23   |
| 底特律活塞       | 29 | 53 | .354 | 27   |
| 密爾瓦基公鹿     | 15 | 67 | .183 | 41   |

| 球隊             | 勝 | 負 | 勝率 | 勝差 |
| ---------------- | -- | -- | ---- | ---- |
| 邁阿密熱火 (2)   | 54 | 28 | .659 | -    |
| 華盛頓巫師 (5)   | 44 | 38 | .537 | 10   |
| 夏洛特山貓 (7)   | 43 | 39 | .524 | 11   |
| 亞特蘭大老鷹 (8) | 38 | 44 | .463 | 17   |
| 奧蘭多魔術       | 23 | 59 | .280 | 31   |

### 西岸
| 球隊               | 勝 | 負 | 勝率 | 勝差 |
| ------------------ | -- | -- | ---- | ---- |
| 聖安東尼奧馬刺 (1) | 62 | 20 | .756 | -    |
| 休士頓火箭 (4)     | 54 | 28 | .659 | 8    |
| 孟菲斯灰熊 (7)     | 50 | 32 | .610 | 12   |
| 達拉斯獨行俠 (8)   | 49 | 33 | .598 | 13   |
| 紐奧良鵜鶘         | 34 | 48 | .415 | 28   |

| 球隊                 | 勝 | 負 | 勝率 | 勝差 |
| -------------------- | -- | -- | ---- | ---- |
| 俄克拉何马城雷霆 (2) | 59 | 23 | .720 | -    |
| 波特蘭拓荒者 (5)     | 54 | 28 | .659 | 5    |
| 明尼蘇達灰狼         | 40 | 42 | .488 | 19   |
| 丹佛金塊             | 36 | 46 | .439 | 23   |
| 猶他爵士             | 25 | 57 | .305 | 34   |

| 球隊           | 勝 | 負 | 勝率 | 勝差 |
| -------------- | -- | -- | ---- | ---- |
| 洛杉磯快艇 (3) | 57 | 25 | .695 | -    |
| 金州勇士 (6)   | 51 | 31 | .622 | 6    |
| 鳳凰城太陽     | 48 | 34 | .585 | 9    |
| 沙加緬度國王   | 28 | 54 | .341 | 29   |
| 洛杉磯湖人     | 27 | 55 | .329 | 30   |

## 2013-14 NBA賽季 統計數字領先者
| 類別                 | 球員          | 隊伍           | 統計數字 |
| -------------------- | ------------- | -------------- | -------- |
| 每場平均得分         | 凯文·杜兰特   | 奧克拉荷馬雷霆 | 32.0     |
| 每場平均籃板         | 德安德鲁·乔丹 | 洛杉矶快艇     | 13.6     |
| 每場平均助攻         | 克里斯·保罗   | 洛杉矶快艇     | 10.7     |
| 每場平均抄球         | 克里斯·保罗   | 洛杉矶快艇     | 2.48     |
| 每場平均阻攻         | 安東尼·戴維斯 | 紐奧良鵜鶘     | 2.82     |
| 每場平均命中率       | 德安德鲁·乔丹 | 洛杉矶快艇     | 67.6%    |
| 每場平均罰球命中率   | 布莱恩·罗伯茨 | 紐奧良鵜鶘     | 94.0%    |
| 每場平均三分球命中率 | 凱爾·柯佛     | 亞特蘭大老鹰   | 47.2%    |

## NBA獎項
- 最有價值球員：凯文·杜兰特（俄克拉何马城雷霆）
- 最佳新人：迈克尔·卡特-威廉姆斯（费城76人）
- 最佳防守球員：乔金·诺阿（芝加哥公牛）
- 最佳第六人：贾马尔·克劳福德（洛杉矶快船）
- 最佳進步球員：戈兰·德拉季奇（菲尼克斯太阳）
- 最佳教練：格雷格·波波维奇（圣安东尼奥马刺）
- 最佳經理：R·C·布福德（圣安东尼奥马刺）
- 最佳運動精神獎：迈克·康利（孟菲斯灰熊）
- 最佳队友奖：肖恩·巴蒂尔（迈阿密热火）
- 肯尼迪公民奖：罗尔·邓（克里夫兰骑士）

NBA最佳阵容一隊：
- 前鋒：凯文·杜兰特（俄克拉何马城雷霆）
- 前鋒：勒布朗·詹姆斯（迈阿密热火）
- 中鋒：乔金·诺阿（芝加哥公牛）
- 後衛：詹姆斯·哈登（休斯顿火箭）
- 後衛：克里斯·保罗（洛杉矶快船）

NBA最佳阵容二隊：
- 前鋒：布莱克·格里芬（洛杉矶快船）
- 前鋒：凯文·乐福（明尼苏达森林狼）
- 中鋒：德怀特·霍华德（休斯顿火箭）
- 後衛：斯蒂芬·库里（金州勇士）
- 後衛：托尼·帕克（圣安东尼奥马刺）

NBA最佳阵容三隊：
- 前鋒：拉马库斯·阿尔德里奇（波特兰开拓者）
- 前鋒：保罗·乔治（印第安纳步行者）
- 中鋒：艾尔·杰弗森（夏洛特山猫）
- 後衛：戈兰·德拉季奇（菲尼克斯太阳）
- 後衛：达米恩·利拉德（波特兰开拓者）

NBA最佳防守阵容一隊：
- 前鋒：保罗·乔治（印第安纳步行者）
- 前鋒：塞尔吉·伊巴卡（俄克拉何马城雷霆）
- 中鋒：乔金·诺阿（芝加哥公牛）
- 後衛：克里斯·保罗（洛杉矶快船）
- 後衛：安德烈·伊格达拉（金州勇士）

NBA最佳防守阵容二隊：
- 前鋒：勒布朗·詹姆斯（迈阿密热）
- 前鋒：卡瓦伊·莱昂纳德（圣安东尼奥马刺）
- 中鋒：罗伊·希伯特（印第安纳步行者）
- 後衛：帕特里克·贝弗利（休斯顿火箭）
- 後衛：吉米·巴特勒（芝加哥公牛）

NBA最佳新秀阵容一隊：
- 前鋒：迈克尔·卡特-威廉姆斯（费城76人）
- 前鋒：维克托·奥拉迪波（奥兰多魔术）
- 中鋒：特雷·伯克（犹他爵士）
- 後衛：梅森·普拉姆利（布鲁克林篮网）
- 後衛：小蒂姆·哈达威（纽约尼克斯）

NBA最佳新秀阵容二隊：
- 前鋒：凯利·奥利尼克斯（波士顿凯尔特人）
- 前鋒：扬尼斯·阿德托昆博（密尔沃基雄鹿）
- 中鋒：戈尔吉·迪昂（明尼苏达森林狼）
- 後衛：科迪·泽勒（夏洛特山猫）
- 後衛：史蒂文·亚当斯（俄克拉何马城雷霆）

## 季後賽
|  | 第一輪 | 第一輪         | 第一輪 |                |    | 分組準決賽     | 分組準決賽 | 分組準決賽 |  |  | 分組決賽 | 分組決賽 | 分組決賽 |  |  | 總決賽 | 總決賽 | 總決賽 |  |
|  |        |                |        |                |    |                |            |            |  |  |          |          |          |  |  |        |        |        |  |
|  | 1      | 印第安那溜馬   | 4      |                |    |                |            |            |  |  |          |          |          |  |  |        |        |        |  |
|  | 1      | 印第安那溜馬   | 4      |                |    |                |            |            |  |  |          |          |          |  |  |        |        |        |  |
|  | 8      | 亞特蘭大老鷹   | 3      |                |    |                |            |            |  |  |          |          |          |  |  |        |        |        |  |
|  | 8      | 亞特蘭大老鷹   | 3      |                | 1  | 印第安那溜馬   | 4          |            |  |  |          |          |          |  |  |        |        |        |  |
|  |        |                |        |                | 1  | 印第安那溜馬   | 4          |            |  |  |          |          |          |  |  |        |        |        |  |
|  |        |                | 5      | 華盛頓巫師     | 2  |                |            |            |  |  |          |          |          |  |  |        |        |        |  |
|  | 4      | 芝加哥公牛     | 5      | 華盛頓巫師     | 2  | 1              |            |            |  |  |          |          |          |  |  |        |        |        |  |
|  | 4      | 芝加哥公牛     |        |                |    |                |            |            |  |  |          |          |          |  |  |        |        |        |  |
|  | 5      | 華盛頓巫師     | 4      |                |    |                |            |            |  |  |          |          |          |  |  |        |        |        |  |
|  | 5      | 華盛頓巫師     | 4      |                | 1  | 印第安那溜馬   | 2          |            |  |  |          |          |          |  |  |        |        |        |  |
|  |        |                |        |                |    |                |            |            |  |  |          |          |          |  |  |        |        |        |  |
|  |        |                | 2      | 邁阿密熱火     | 4  |                |            |            |  |  |          |          |          |  |  |        |        |        |  |
|  | 3      | 多倫多暴龍     | 2      | 邁阿密熱火     | 4  | 3              |            |            |  |  |          |          |          |  |  |        |        |        |  |
|  | 3      | 多倫多暴龍     |        |                |    |                |            |            |  |  |          |          |          |  |  |        |        |        |  |
|  | 6      | 布魯克林籃網   | 4      |                |    |                |            |            |  |  |          |          |          |  |  |        |        |        |  |
|  | 6      | 布魯克林籃網   | 4      |                | 6  | 布魯克林籃網   | 1          |            |  |  |          |          |          |  |  |        |        |        |  |
|  |        |                |        |                | 6  | 布魯克林籃網   | 1          |            |  |  |          |          |          |  |  |        |        |        |  |
|  |        |                | 2      | 邁阿密熱火     | 4  |                |            |            |  |  |          |          |          |  |  |        |        |        |  |
|  | 2      | 邁阿密熱火     | 2      | 邁阿密熱火     | 4  | 4              |            |            |  |  |          |          |          |  |  |        |        |        |  |
|  | 2      | 邁阿密熱火     |        |                |    |                |            |            |  |  |          |          |          |  |  |        |        |        |  |
|  | 7      | 夏洛特山貓     | 0      |                |    |                |            |            |  |  |          |          |          |  |  |        |        |        |  |
|  | 7      | 夏洛特山貓     | 0      |                | E2 | 邁阿密熱火     | 1          |            |  |  |          |          |          |  |  |        |        |        |  |
|  |        |                |        |                |    |                |            |            |  |  |          |          |          |  |  |        |        |        |  |
|  |        |                | W1     | 聖安東尼奧馬刺 | 4  |                |            |            |  |  |          |          |          |  |  |        |        |        |  |
|  | 1      | 聖安東尼奧馬刺 | W1     | 聖安東尼奧馬刺 | 4  | 4              |            |            |  |  |          |          |          |  |  |        |        |        |  |
|  | 1      | 聖安東尼奧馬刺 |        |                |    |                |            |            |  |  |          |          |          |  |  |        |        |        |  |
|  | 8      | 達拉斯獨行俠   | 3      |                |    |                |            |            |  |  |          |          |          |  |  |        |        |        |  |
|  | 8      | 達拉斯獨行俠   | 3      |                | 1  | 聖安東尼奧馬刺 | 4          |            |  |  |          |          |          |  |  |        |        |        |  |
|  |        |                |        |                | 1  | 聖安東尼奧馬刺 | 4          |            |  |  |          |          |          |  |  |        |        |        |  |
|  |        |                | 5      | 波特蘭拓荒者   | 1  |                |            |            |  |  |          |          |          |  |  |        |        |        |  |
|  | 4      | 休士頓火箭     | 5      | 波特蘭拓荒者   | 1  | 2              |            |            |  |  |          |          |          |  |  |        |        |        |  |
|  | 4      | 休士頓火箭     |        |                |    |                |            |            |  |  |          |          |          |  |  |        |        |        |  |
|  | 5      | 波特蘭拓荒者   | 4      |                |    |                |            |            |  |  |          |          |          |  |  |        |        |        |  |
|  | 5      | 波特蘭拓荒者   | 4      |                | 1  | 聖安東尼奧馬刺 | 4          |            |  |  |          |          |          |  |  |        |        |        |  |
|  |        |                |        |                |    |                |            |            |  |  |          |          |          |  |  |        |        |        |  |
|  |        |                | 2      | 奧克拉荷馬雷霆 | 2  |                |            |            |  |  |          |          |          |  |  |        |        |        |  |
|  | 3      | 洛杉磯快艇     | 2      | 奧克拉荷馬雷霆 | 2  | 4              |            |            |  |  |          |          |          |  |  |        |        |        |  |
|  | 3      | 洛杉磯快艇     |        |                |    |                |            |            |  |  |          |          |          |  |  |        |        |        |  |
|  | 6      | 金州勇士       | 3      |                |    |                |            |            |  |  |          |          |          |  |  |        |        |        |  |
|  | 6      | 金州勇士       | 3      |                | 3  | 洛杉磯快艇     | 2          |            |  |  |          |          |          |  |  |        |        |        |  |
|  |        |                |        |                | 3  | 洛杉磯快艇     | 2          |            |  |  |          |          |          |  |  |        |        |        |  |
|  |        |                | 2      | 奧克拉荷馬雷霆 | 4  |                |            |            |  |  |          |          |          |  |  |        |        |        |  |
|  | 2      | 奧克拉荷馬雷霆 | 2      | 奧克拉荷馬雷霆 | 4  | 4              |            |            |  |  |          |          |          |  |  |        |        |        |  |
|  | 2      | 奧克拉荷馬雷霆 |        |                |    |                |            |            |  |  |          |          |          |  |  |        |        |        |  |
|  | 7      | 曼斐斯灰熊     | 3      |                |    |                |            |            |  |  |          |          |          |  |  |        |        |        |  |

## 外部連結
- NBA官方网站（页面存档备份，存于）
- NBA球员统计数据库
- NBA中国数据库（页面存档备份，存于）

| 前任： 2012-13 NBA赛季 | NBA赛季 2013-14 | 繼任： 2014-15 NBA赛季 |